# アームストロング・シドレー ベータ
アームストロング シドレー ベータは超音速航空機向けに開発されていたロケットエンジンである。
イギリスの超音速飛行を目的としたマイルズ M.52が1946年に中止されたのは当時のターボジェットエンジンの推力での有人超音速飛行のリスクが懸念された事が要因である。ロケット推進研究所でヴァルター機関HWK 109-509ロケットエンジンを基に発展させた過酸化水素による推力362 kg (800 lbf)の'水蒸気'ロケットを備えた縮小模型がヴィッカース・アームストロングで製作された。これはベータと後のデルタエンジンに発展した。1948年10月、ヴィッカースTransonic型が高度35,000 ftで930 mph (マッハ 1.5)で飛行した。
エンジンの供給を1社のみに依存するリスクを低減するために他社にも過酸化水素の開発の経験を供与した。1952年にネイピアがミサイルの競争試作にベータの系列としてNRE.17で参入した。

## 派生型
- ベータ II

大型版のベータ I 